# Verena Kringe

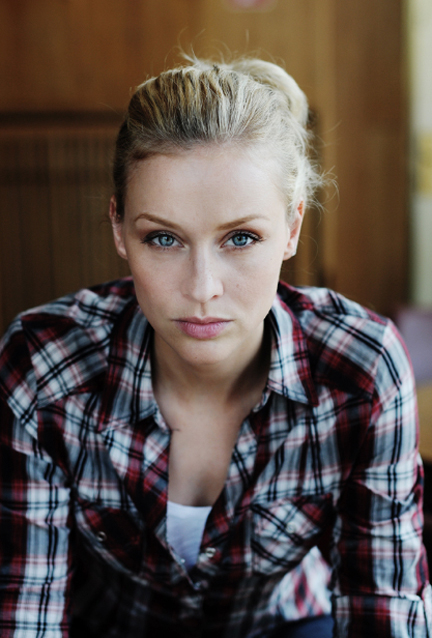
Verena Mundhenke, 2010

Verena Kringe (geborene Mundhenke; * 9. April 1978 in Frankfurt am Main) ist eine deutsche Schauspielerin, Filmregisseurin und Model.

## Leben und Wirken
Ende der 1990er Jahre begann sie, unter ihrem Geburtsnamen Verena Mundhenke, als Model für Fotografen und Werbeagenturen zu arbeiten. Für die New Yorker Agentur Saatchi & Saatchi arbeitete sie allerdings im Bereich Creation. Ab 1999 arbeitete sie bei Filmproduktionen als Regieassistentin, Aufnahmeleitung, Script, Continuity und als Kamerafrau, bevor sie sich der Filmregie und der Schauspielerei zuwandte. Ab 2000 studierte sie an der Kunsthochschule für Medien in Köln. Ihr Studium beendete sie 2007 mit Diplom. Der 2007 unter ihrer Regie entstandene Spielfilm Reise nach Amerika, in dem sie ihre Erfahrungen in der Modelszene reflektiert, wurde 2008 auf dem Filmfestival Max Ophüls Preis uraufgeführt.
Als Schauspielerin fand sie durch Auftritte in Fernsehfilmen und Fernsehreihen wie Wilsberg und Ein Fall für zwei, in dem Kinofilm Klimt und in Kurzfilmen auf Filmfestivals Beachtung. Darüber hinaus wurde ihr Gesicht durch Werbespots für Marken wie Tic Tac, Terra-Activ, Direct Line oder RWE einer breiten Öffentlichkeit bekannt. 2010 bis 2011 gehörte sie in der Rolle der Maike Krogmann zur Hauptbesetzung der Serie Die Pfefferkörner.
Von Oktober 2010 bis Mai 2011 spielte sie die Rolle der Alexandra Lohmann in der Serie Hand aufs Herz. Als Moderatorin war sie mehrfach für die Night of the Raging Bulls (NOTRB) tätig.

## Privat
Verena Kringe ist mit dem ehemaligen deutschen Fußballprofi Florian Kringe verheiratet.
Im Juli 2012 wurde bei ihr ein bösartiger Tumor im Lymphsystem (Hodgkin-Lymphom) diagnostiziert. Einen Monat später unterzog sie sich dem ersten Chemotherapiezyklus.

## Filmografie (Auswahl)
- 2004: Stratosphere Girl
- 2004: Liebe in der Warteschleife (Fernsehfilm)
- 2005: Popp Dich schlank!
- 2006: Klimt
- 2007: Speed Dating
- 2007: Beim nächsten Tanz wird alles anders (Fernsehfilm)
- 2007: Wilsberg: Unter Anklage (Krimiserie)
- 2007: Paparazzo (Fernsehfilm)
- 2007: Liebe nach Rezept (Fernsehfilm)
- 2007: Trennung (Disengagement)
- 2008: Reise nach Amerika (Regie, Drehbuch und Produktion)
- 2008: Alter vor Schönheit (Fernsehfilm)
- 2010: Teufelskicker
- 2010: Die Pfefferkörner (Fernsehserie)[7]
- 2010–2011: Hand aufs Herz (Daily Soap)
- 2011: Alarm für Cobra 11 – Toter Bruder
- 2011: SOKO Köln – Gesichtskontrolle
- 2013: SOKO Stuttgart – Tödliche Karriere
- 2015: Ein starkes Team – Tödliche Verführung
- 2015: Der Tatortreiniger – E.M.M.A. 206
- 2019: SOKO Köln – Liebesengel

## Auszeichnungen
- 2011: Nominierung für den German Soap Award – Sexiest Woman